# Zapotiltic (kommun)
Zapotiltic är en kommun i Mexiko.   Den ligger i delstaten Jalisco, i den södra delen av landet, 400 km väster om huvudstaden Mexico City. Antalet invånare är 27 290. Arean är 498 kvadratkilometer.
Terrängen i Zapotiltic är kuperad åt sydost, men åt nordväst är den bergig.
Följande samhällen finns i Zapotiltic:
- Zapotiltic
- Tasinaxtla
- El Coahuayote
- Villa Lázaro Cárdenas
- San Rafael